# Christ Church Nichola Town
Christ Church Nichola Town é uma paróquia de São Cristóvão e Neves localizada na ilha de São Cristóvão. Sua capital é a cidade de Nichola Town. É a quinta maior paróquia do país.